# Balassagyarmat vára
Balassagyarmat vára az Árpád-korban épített vár volt, amelynek ma már csak csekély maradványai láthatóak.

## Története
IV. Béla király 1246-ban rendelt el várépítést Gyarmaton, amely 1260 körül lett kész. Az oklevelek először 1293-ban említik. A 15. század végén reneszánsz stílusban építették át. Több népmonda is kapcsolódik hozzá. Számos tulajdonosa volt. A törökellenes harcokból kimaradt. 1701-ben I. Lipót császár rendelete szerint felrobbantották. 1989-ben és 1995-ben sikerült lokalizálni maradványait építkezések során. Jelenleg romjait a Bástya utca 8. szám alatti lakás falában kell keresni.